# Elfin Cove
Elfin Cove – jednostka osadnicza w Stanach Zjednoczonych, w stanie Alaska, w okręgu Hoonah–Angoon.